# Joan Fawcett
Joan Mary Fawcett (Ontario, Canadá, 19 de abril de 1937—ibídem, 16 de agosto de 2015) fue una política del Partido Liberal de Ontario y miembro de la Asamblea Legislativa de Ontario entre 1987 y 1995.

## Antecedentes
Fawcett fue educada en el Teachers' College de Ottawa y en la Universidad de Queen en Kingston y trabajó como profesora tras su graduación. Ella y su esposo, Robert, tuvieron tres hijos

## Política
Fawcett militó en Colborne, Condado de Northumberland, Ontario, antes de su carrera provincial.
Participó en la legislatura de Ontario en las elecciones generales de 1985 pero perdió frente al Partido Progresista Conservador de Ontario de Howard Sheppard por menos de 2000 votos en la zona rural, en el este de Ontario. Se presentó de nuevo en las elecciones generales de Ontario de 1987 y derrotó a Sheppard por 1376 votos con una mayoría absoluta de los liberales en David Peterson.
Fawcett fue nombrada Delegada del Gobierno Whip. Se desempeñó como presidenta de la banca rural Liberal entre 1988 y 1990 y fue designada como asistenta parlamentaria en el Ministerio de Capacitación, Colegios y Universidades de Ontario en 1989.
Los liberales fueron derrotados por el Nuevo Partido Democrático en las elecciones generales de Ontario de 1990, aunque los liberales perdieron muchos de sus escaños en estas elecciones, Fawcett fue reelegida en vez del candidato conservador Angus Lee por 1094 votos; el candidato NDP estuvo en un cercano tercer lugar. Fawcett se desempeñó como presidenta de su partido desde 1990 hasta 1992 y ocupó diversos puestos importantes.
Los conservadores progresivos ganaron un gobierno de mayoría en las elecciones generales de Ontario de 1995 y Fawcett perdió el cargo nombrando al Progresista Conservador Doug Galt por más de 6000 votos.
Fawcett se retiró de la política y se trasladó a la Isla Howe con su esposo. Murió en Cobourg, Ontario el 16 de agosto de 2015 en el Hospital Northumberland Hills a la edad de 78 años por causas no reveladas. Sobrevivió a sus tres hijos y a una hermana, así como a una extensa familia.